# دووگیه گژمکی
دووگیه گژمکی (به لهستانی:  Długie Grzymki) یک روستا در لهستان است که در گمینا تسرانوو واقع شده‌است.